# Campo (León)
Pour les articles homonymes, voir Campo.
Campo ou Campo de Ponferrada est une localité du municipio (municipalité ou canton) de Ponferrada, dans la comarque de El Bierzo, province de León, communauté autonome de Castille-et-León, au nord-ouest de l'Espagne.
La localité de Campo est une halte sur le Camino francés du Pèlerinage de Saint-Jacques-de-Compostelle.

## Géographie

### Localités voisines
| Ponferrada (chef-lieu)                           | Urbanización Patricia (es) (municipio de Ponferrada) | Onamio et sa cité minière (municipio de Molinaseca)    |
| Otero (Ponferrada) (es) municipio de Ponferrada) | Campo                                                | Molinaseca (chef-lieu)                                 |
| San Lorenzo del Bierzo (municipio de Ponferrada) | Salas de los Barrios (municipio de Ponferrada)       | Lombillo de los Barrios (es) (municipio de Ponferrada) |

## Démographie
| Évolution de la population | Évolution de la population | Évolution de la population | Évolution de la population | Évolution de la population | Évolution de la population | Évolution de la population | Évolution de la population | Évolution de la population | Évolution de la population | Évolution de la population |
| -------------------------- | -------------------------- | -------------------------- | -------------------------- | -------------------------- | -------------------------- | -------------------------- | -------------------------- | -------------------------- | -------------------------- | -------------------------- |
| Année                      | 2000                       | 2001                       | 2002                       | 2003                       | 2004                       | 2005                       | 2006                       | 2007                       | 2008                       | 2009                       |
| Pop.                       | 602                        | 618                        | 675                        | 778                        | 810                        | 827                        | 832                        | 848                        | 877                        | 869                        |

## Culture et patrimoine

### Pèlerinage de Compostelle
Par le Camino francés du Pèlerinage de Saint-Jacques-de-Compostelle, le chemin vient de la localité de Molinaseca, dans le municipio du même nom.
La prochaine halte ou étape est la localité de Ponferrada, chef-lieu du municipio du même nom, vers l'ouest puis le nord.

### Patrimoine civil et naturel

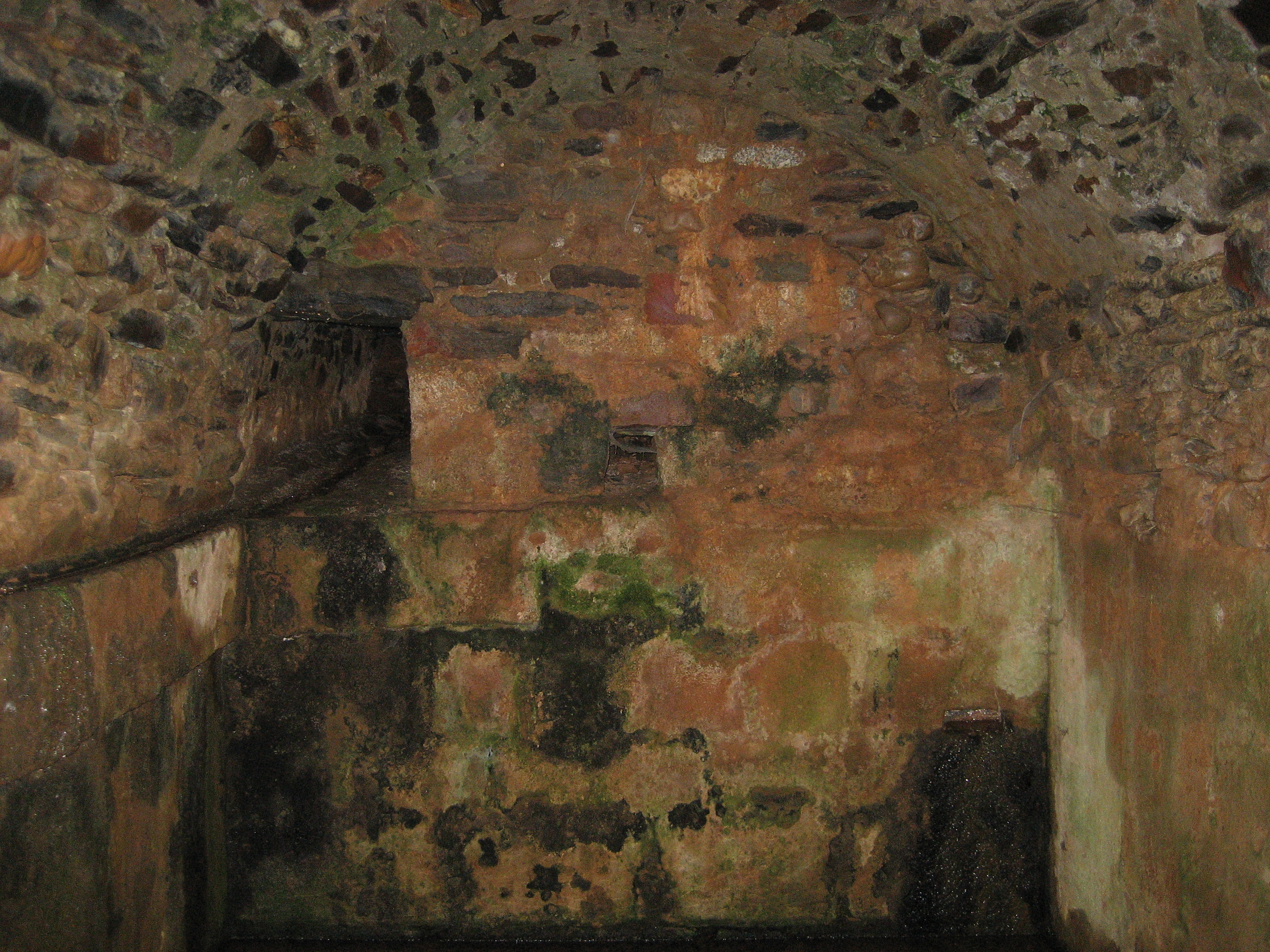
Voûte de la fontaine romaine de Campo.

## Sources et références
- (es) Cet article est partiellement ou en totalité issu de l’article de Wikipédia en espagnol intitulé « Campo » (voir la liste des auteurs).
- (fr) Grégoire, J.-Y. & Laborde-Balen, L. , « Le Chemin de Saint-Jacques en Espagne - De Saint-Jean-Pied-de-Port à Compostelle - Guide pratique du pèlerin », Rando Éditions, mars 2006,  (ISBN 2-84182-224-9)
- (fr)« Camino de Santiago St-Jean-Pied-de-Port - Santiago de Compostela », Michelin et Cie, Manufacture Française des Pneumatiques Michelin, Paris, 2009,  (ISBN 978-2-06-714805-5)
- (fr)« Le Chemin de Saint-Jacques Carte Routière », Junta de Castilla y León, Editorial